# Against Malaria Foundation
A Against Malaria Foundation (AMF) é uma instituição de caridade com sede no Reino Unido  que fornece redes inseticidas de longa duração (LLINs) para populações em zonas de alto risco para malária, principalmente na África. Até abril de 2019, a fundação havia arrecadado US $ 197 milhões, e distribuiu ou se comprometeu a financiar 90 milhões de LLINs  desde sua fundação em 2004. 
As redes são distribuídas por meio de parcerias com a Cruz Vermelha Internacional, o Malaria Consortium e outros, com parceiros responsáveis pelos custos de distribuição. As distribuições incluem educação sobre a malária para a população local, e são documentadas por meio de relatórios, fotos e vídeos. As verificações pós-distribuição são realizadas 6, 12, 18, 24 e 30 meses para avaliar o uso da rede e as condições. :4
A AMF é apoiada por mais de 100 empresas. Os principais parceiros da AMF são PwC, Citigroup, Speedo, Microsoft, Allen & Overy, Attenda, Vestergaard Frandsen e Sumitomo Chemical. A Speedo também fez parceria com a organização precursora da AMF, World Swim Against Malaria, e continua a arrecadar dinheiro para mosquiteiros por meio de eventos de natação.